# Den kosmologiske konstant
Den kosmologiske konstant indførte Albert Einstein i hans Almene relativitetsteori, fordi datidens opfattelse af universet var, at det var statisk frem for dynamisk. Edwin Hubble opdagede dog i forbindelse med opdagelsen af lysets rødforskydning (jfr. Hubbles lov fra 1929), at galakser bevæger sig væk fra hinanden, og derfor også det faktum, at universet ikke er statisk. Einstein kasserede derfor den kosmologiske konstant og kaldte den for sit livs største bommert.
Senere har kosmologer genindført konstanten, fordi universet udvider sig hurtigere end det relativitetsteorien kan forklare. Den øgede udvidelse antages at stamme fra mørk energi.
| Astronomi | Spire Denne artikel om astronomi er en spire som bør udbygges. Du er velkommen til at hjælpe Wikipedia ved at udvide den. |

| Fysik | Spire Denne artikel om fysik er en spire som bør udbygges. Du er velkommen til at hjælpe Wikipedia ved at udvide den. |